# SES AI
SES AI Corporation (NYSE: SES) is een Amerikaans technologiebedrijf gespecialiseerd in de ontwikkeling en productie van lithium-metaalbatterijen en AI-gedreven materiaalontdekking. Het hoofdkantoor van het bedrijf bevindt zich in Woburn (Massachusetts).
SES AI werd oorspronkelijk opgericht als SolidEnergy Systems en heeft zich gepositioneerd als een pionier op het gebied van hoogenergetische accu’s voor elektrische voertuigen (EV’s), luchtmobiliteit (UAM), energieopslag en drones. De batterijen van SES combineren een hoge energiedichtheid tot 399 Wh/kg met een geavanceerde hybride elektrolytoplossing, gericht op verbeterde veiligheid en prestaties.
Het bedrijf werkt samen met grote autofabrikanten zoals General Motors, Hyundai Motor Company en Honda. In 2025 introduceerde SES AI zijn innovatieve MU-0 platform, een op kunstmatige intelligentie gebaseerd systeem voor snellere ontdekking en optimalisatie van batterijmaterialen.
SES AI is genoteerd aan de New York Stock Exchange (NYSE) onder de ticker SES.